# Elecciones generales de Belice de 1974
Las elecciones generales de Belice de 1974 tuvieron lugar el 30 de octubre del mencionado año con el objetivo de renovar los 18 escaños de la Cámara de Representantes, que configuraría el Parlamento de Belice por el período 1974-1979. Fueron las primeras elecciones luego de que la colonia de Honduras británica cambiara formalmente su nombre a «Belice» el año anterior. Fueron también los sextos comicios desde la introducción del sufragio universal en la colonia.
En el momento de las elecciones, el gobierno autónomo encabezado por George Cadle Price, del Partido Unido del Pueblo (PUP), dominante desde la instauración del sufragio universal, enfrentaba una gran cantidad de problemas que debilitaron su hasta entonces incuestionada posición luego de un cuarto de siglo. Movimientos críticos con el gobierno de Price encolumnados en torno al concepto del Poder Negro habían organizado protestas y agitación violentas en su contra, provocando episodios de represión a medida que la colonia se preparaba para la independencia. Distintos grupos de empresariales y sindicales así como los hasta entonces divididos partidos de la oposición (el Partido de la Independencia Nacional, el Movimiento para el Desarrollo del Pueblo y el pequeño Partido Liberal) convergieron en 1973 para fundar el Partido Democrático Unido (UDP) bajo el liderazgo de Dean Lindo. El UDP presentó candidatos en todos los distritos excepto en la región de Corozal, donde respaldó a los candidatos del Frente Unido de Corozal (CUF). A pesar del declive del oficialismo, el nuevo partido no pareció despertar demasiado interés y se esperaba que el PUP obtuviera un nuevo mandato en el poder por amplia mayoría.
El PUP revalidó su mayoría absoluta con un 52,66% del voto popular y 12 de los 18 escaños de la Cámara, garantizando la reelección de Price como jefe de gobierno. Por su parte, el UDP superó las expectativas con un 38,93% de los votos y ganó 6 escaños, el mejor resultado para cualquier partido retador del PUP hasta el momento. De hecho, la victoria del PUP fue mucho más ajustada de lo reflejado por el voto popular, pues muchos escaños se definieron por un escaso número de sufragios. De haber obtenido 18 votos más, el UDP hubiera ganado tres circunscripciones más, empatando en escaños con el PUP y forzando un punto muerto parlamentario. La participación fue del 70,58% del electorado registrado.
Si bien el PUP continuaría gobernando Belice por diez años más (hasta poco después de la independencia), las elecciones de 1974 marcaron la irrupción del UDP como un contrapeso coherente para el partido gobernante e iniciaron el sistema bipartidista que ha regido la política beliceña hasta la fecha.